# Музей лозоплетения и хмелеводства
Музей лозоплетения и хмелеводства (пол. Muzeum Wikliniarstwa i Chmielarstwa) — музей, находящийся в городе Новы-Томысль Новотомыского повята Великопольского воеводства, Польша. Музей является филиалом Национального музея сельского хозяйства и пищевой промышленности в селе Шренява. Находится в Новотомыском парке культуры и отдыха около зоопарка по адресу ул. Тополёва, 10.

## История
Музей был основан в 1985 году. Его основание было связано с двухсотлетней традицией лозоплетения и выращивания хмеля в районах городов Новы-Томысль, Тшцеля и села Медзихово.
Основная часть музейной экспозиции располагается в жилище колониста из Фрисландии XVIII века, которое было перемещено в парк культуры и отдыха из другой части города Новы-Томысль. На первом этаже представлены изделия из лозы от лужицкой культуры, обнаруженных во время археологических экспедиций около города Бискупин до изделий из ивы американской (salix americana), которая была завезена в Польшу в 1885 году американским мастером немецкого происхождения Эрнстом Хедтом (Ernst Hoedt). В окрестностях города Тшцель Эрнст Хедт основал семейную плантацию ивы американской, которая стала использоваться для промышленного лозоплетения. Из Тшцеля ива американская распространилась в Польше и затем по всей Европе.
На втором этаже здания располагаются музейные материалы, связанные с историей выращивания хмеля.
Около здания находится отремонтированный сарай, используемый для проведения лекций. На открытом воздухе проводятся уроки лозоплетения. С 2001 года музей устраивает ежегодный Всепольский конкурс лозоплетения.